# Chinois d'Indonésie
 (mai 2024).
Si vous disposez d'ouvrages ou d'articles de référence ou si vous connaissez des sites web de qualité traitant du thème abordé ici, merci de compléter l'article en donnant les références utiles à sa vérifiabilité et en les liant à la section « Notes et références ».

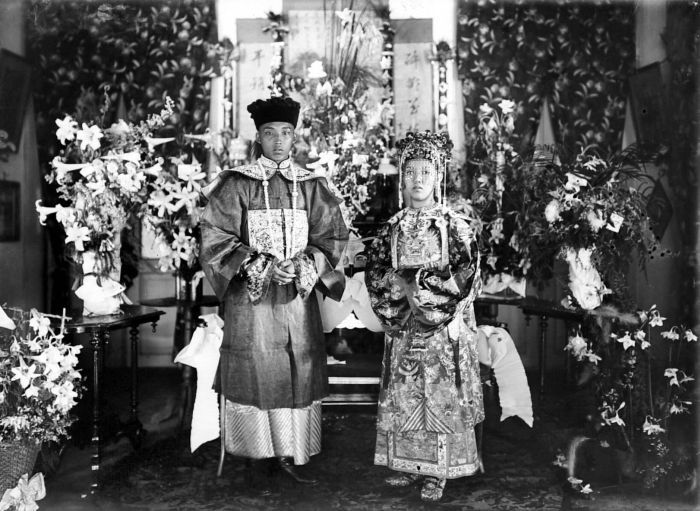
Mariage chinois à Salatiga (Java central, 1918)

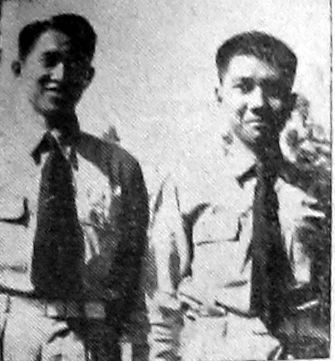
The Tjin Ho (à gauche) et Gan Seng Liep, deux aviateurs indonésiens d'origine chinoise en 1950

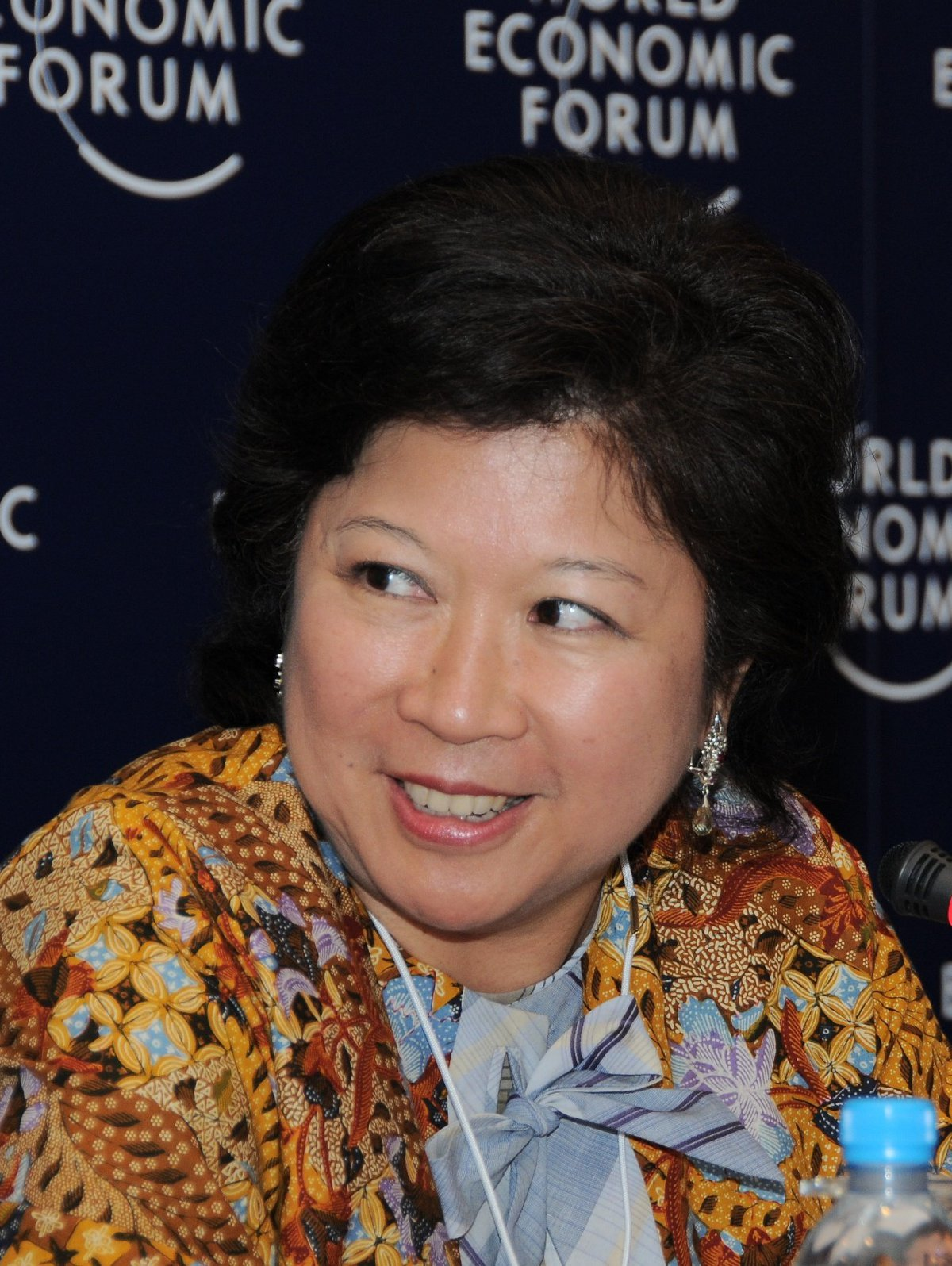
Mari Pangestu, ministre indonésienne du Commerce, au World Economic Forum on East Asia en 2008

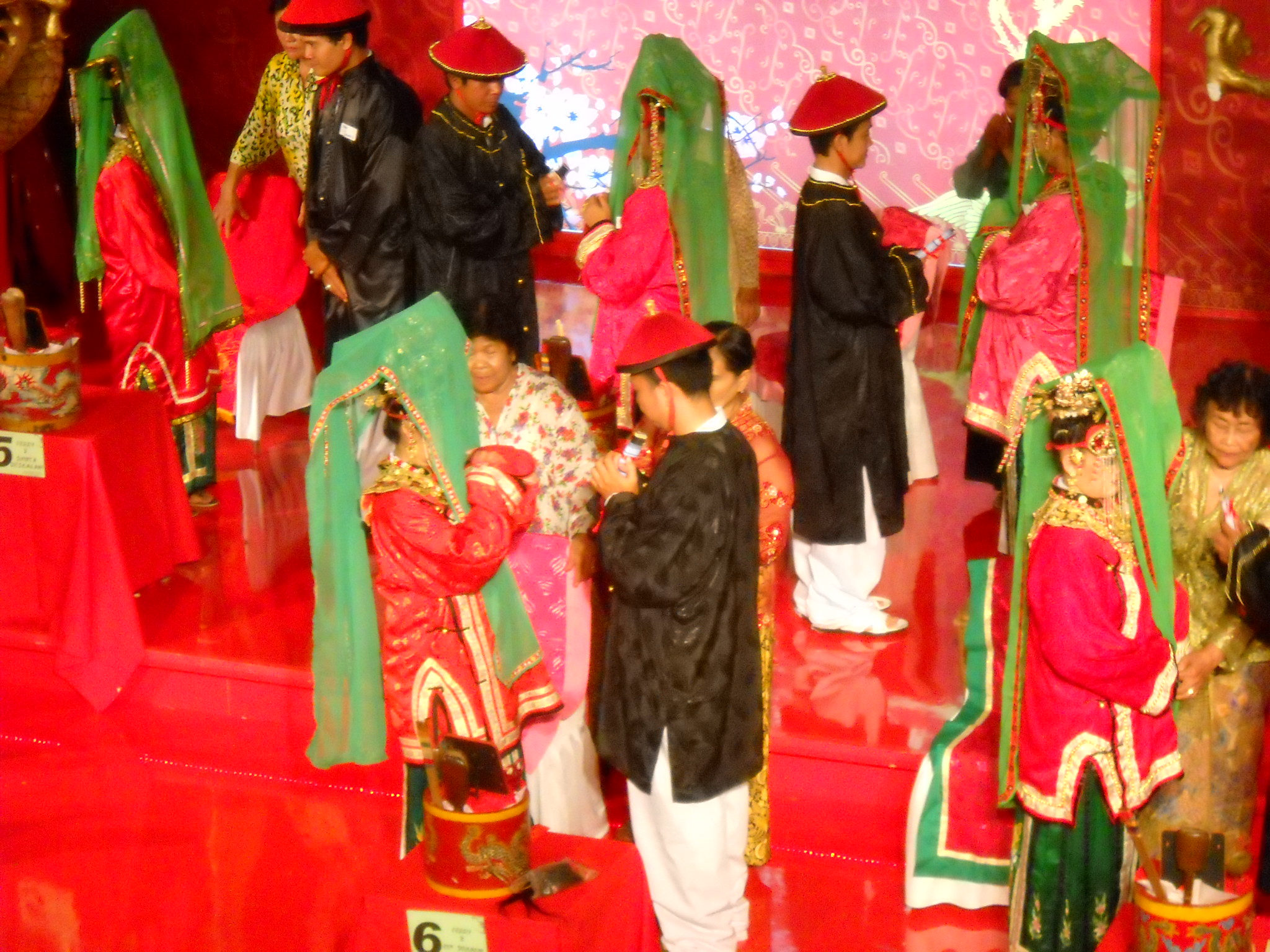
Mariage Cina Benteng, Chinois de la région de Tangerang

Les Chinois d'Indonésie sont les Indonésiens qui se déclarent d'origine chinoise.
En l'an 2000, quelque 1 739 000 Indonésiens se déclaraient d'origine chinoise, soit 0,7 % de la population de l'Indonésie. De plus, selon le recensement national de l'année 2010, 2 832 510 Indonésiens se déclaraient d'origine chinoise, soit 1,20 % de la population de l'Indonésie. Toutefois, beaucoup d'experts estiment que le nombre est très sous-estimé, à cause des Indonésiens qui refusent de déclarer leur ethnie dû à la peur de la discrimination. Aussi, de nombreux autres estiment qu'ils n'ont plus d'attaches avec la Chine, et qu'ils sont pleinement Indonésiens. Il y eut, aussi, au cours de l'histoire, de nombreux mariages mixtes, de Chinois, avec des indigènes.  Ainsi, il pourrait y avoir entre 3 000 000 et 5 000 000 de personnes d'origines Chinoise, ou partiellement, en  Indonésie.

## Le stéréotype du "Chinois"
Le stéréotype courant consiste à décrire les Chinois d'Indonésie comme actifs dans des activités commerciales. En fait, on trouve des Chinois également dans les domaines techniques, universitaires et artistiques.

## Histoire
Le commerce entre l'ouest de l'archipel indonésien et la Chine est ancien. Des fouilles menées aux alentours de 2000 dans l'estuaire du fleuve Musi dans la province de Sumatra du Sud ont révélé des sites portuaires qu'on a datés du Ier siècle après Jésus-Christ et où l'on a trouvé de nombreux tessons de céramique chinoise.
Toutefois, les expéditions commerciales régulières entre l'Indonésie et la Chine ne semblent pas avoir commencé avant le Ve siècle. Des textes chinois des Ve et VIe siècles mentionnent les noms de produits de la forêt de l'ouest de l'archipel comme le camphre du nord de Sumatra ainsi que de deux sortes de résines qu'ils nomment “résines persanes de l'océan du Sud”, suggérant par là que ces résines faisaient partie d'un commerce avec le Moyen-Orient.
Il est fort probable que des marchands "indonésiens" tiraient profit des difficultés économiques que rencontrait à l'époque la Chine du Sud, coupée des anciennes routes commerciales de l'Asie centrale. Des petits royaumes établis dans les estuaires indonésiens de l'ouest commencent à prospérer comme entrepôts internationaux. L'éminence de Sriwijaya au VIIe siècle suggère que les Malais du sud de Sumatra étaient actifs dans ce commerce “persan” avec la Chine du Sud.
Ce sont des sources chinoises qui nous donnent les plus anciennes mentions sur l'île de Java. On sait ainsi qu'un moine bouddhiste chinois du nom de Faxian, rentrant de Ceylan en Chine, séjourne en 413 à "Ye-po-ti" (c'est-à-dire "Yavadvipa", nom sous lequel l'Inde ancienne connaissait Java). Les annales des dynasties de Chine du Sud mentionnent plusieurs ambassades javanaises du Ve au XIIe siècle. Java y est désigné sous le nom de "She-po". Les nombreuses céramiques chinoises trouvées à Java datent de cette longue période, qui couvre une partie des Han, les Tang, les Cinq Dynasties et les Song. 
Les Chinois appelaient "Kunlun" les populations maritimes de l'Asie du Sud-Est, c'est-à-dire les actuels Indonésiens. Un passage du Nanzhou yiwu zhi ("Rapport sur les étrangetés des régions méridionales") écrit par un certain Wan Zhen à la fin du IIIe siècle décrit des bateaux "Kunlun" de 60 mètres avec 600 à 700 hommes à bord qu'il appelle "po" (sans doute le mot malais perahu). L'équipage du bateau de Faxian était aussi "Kunlun".
Zhao Rugua (趙汝适), un inspecteur des douanes du sud de la Chine, décrit dans le Chu-fan-chi, rédigé vers 1225, 
la richesse de Java et les nombreux produits qu'elle exporte et leur qualité. Il énumère en outre une liste de noms de lieux qui dépendent de Java et semblent se situer dans l'est de l'archipel. On peut penser que cette richesse de Java est une des causes de l'expédition que l'empereur Kubilai Khan lance en 1292 sur Singasari, le plus puissant royaume javanais à l'époque. En attaquant le royaume de Malayu (Jambi) à Sumatra en 1275, Java perturbait un ordre établi dans les relations avec la Chine depuis l'époque de Sriwijaya, le plus puissant des États de Sumatra.
Jusqu'à l'époque de la dynastie Song (1127-1279), ce sont les Indonésiens qui viennent commercer en Chine. Les Chinois finissent par avoir une bonne connaissance des "mers du Sud". Toutefois, le commerce privé avec l'étranger leur est interdit.
L'expédition sino-mongole de 1292 coïncide avec la fondation d'un nouveau royaume dans l'est de Java par un prince de Singasari : Majapahit. Pendant les XIVe et XVe siècles, les échanges avec la Chine s'intensifient. Au début du XIVe siècle, un Chinois fonde Gresik au nord de Surabaya, dans l'est de Java. De 1405 à 1433, sous l'empereur Yongle de la dynastie Ming, l'amiral Zheng He mène sept grandes expéditions vers l'Inde, le Moyen-Orient et la côte est de l'Afrique, et fait escale à Java. Au début du XVe siècle, la Chine prend le parti de Java contre Malacca, un État fondé vers 1400 sur la péninsule Malaise par un prince de Sriwijaya, qui revendiquait la suzeraineté sur Palembang, nom que porte désormais Sriwijaya.
Ces différentes expéditions maritimes se traduisent vraisemblablement par des désertions. Des Chinois s'installent dans les ports de l'archipel indonésien. Les textes chinois du XVe siècle nous révèlent ainsi l'existence de nombreuses communautés chinoises établies dans la partie est de la côte nord de Java, qu'on appelle Pasisir. Selon Ma Huan, l'interprète qui accompagne Zheng He, la plupart de ces Chinois étaient convertis à l'islam. À la fin du XVe siècle, un Chinois musulman du nom de Cek Ko Po fonde un comptoir à Demak sur le Pasisir. Son fils Cu-cu prend le nom javanais d'Arya Sumangsang et entreprend deux expéditions punitives contre Palembang.
En 1567, les Ming légalisent le commerce entre les provinces méridionales du Fujian et du Guangdong et l'Asie du Sud-Est. L'émigration de Chinois s'en trouve facilitée. Au milieu du XVIIe siècle, la population chinoise de villes comme Banten et Batavia est estimée entre 3 et 5 000 individus, semblable à celle d'autres villes de la région, comme Ayutthaya au Siam (l'actuelle Thaïlande) et Hoi An au Vietnam.
La chute de la dynastie Ming en 1644 et la montée en puissance du chef pirate mi-chinois, mi-japonais Koxinga en mer de Chine méridionale suscite le spectre d'une « menace chinoise », inquiétant les Européens installés dans la région. Pourtant, au XVIIe siècle, les Chinois ne sont qu'une population étrangère parmi d'autres qui viennent commercer dans l'archipel, aux côtés des Chettiars et des Gujeratis indiens, des Japonais. Mais les Européens finissent par dominer le commerce dans l'océan Indien. En Asie orientale, le Japon se ferme à l'étranger, laissant les Chinois dominer le commerce dans la région. En 1700, ils sont sans rivaux. Cette domination n'est pas sans créer de réactions. Ainsi, le sultanat d'Aceh dans le nord de Sumatra expulse les Chinois dans les années 1630, puis vers 1700.
Traditionnellement, les Chinois s’intégraient à la population locale, notamment à l'élite. On compte nombre d' adipati (préfets) dans les villes du Pasisir, progressivement contrôlées par les Hollandais de la VOC (Compagnie néerlandaise des Indes orientales) basée à Batavia. Les Hollandais découragent l'assimilation des Chinois dans les villes qu'ils contrôlent. Ils préfèrent utiliser ces derniers pour la collecte d'impôts, qu'ils afferment. Les Chinois se voient ainsi confier la collecte de taxes sur le jeu, l'alcool, l'abattage du bétail, le pesage des marchandises, et autres.

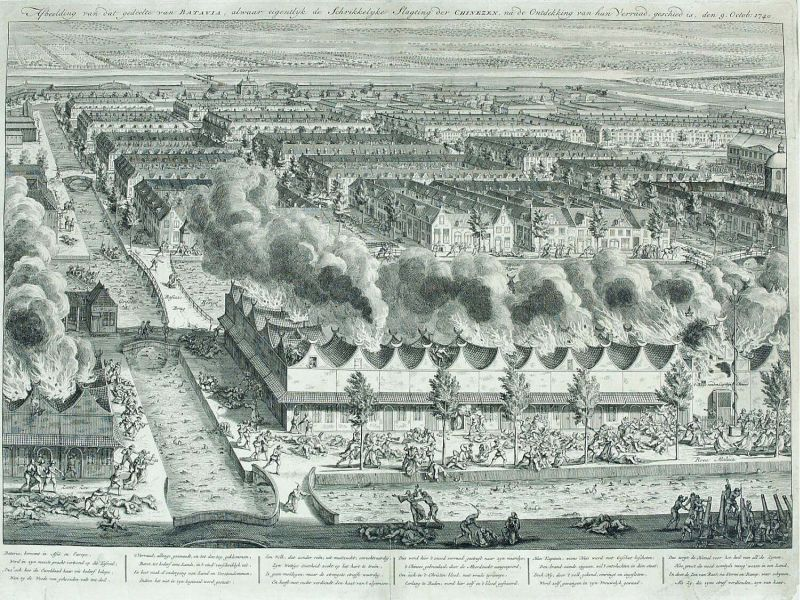
Le massacre des Chinois le 9 octobre 1740 à Batavia

Le nombre de Chinois qui viennent s'installer à Java ne cesse d'augmenter, créant des tensions dans les territoires sous souveraineté hollandaise. En 1740, des bandes chinoises se mettent à attaquer des Européens aux portes de Batavia. La répression est terrible. Dix mille Chinois, soit la quasi-totalité de la communauté de la ville, sont massacrés. Les survivants s'enfuient vers les terres sous souveraineté javanaise.
À la fin du XVIIIe siècle, les Hollandais imposent à chaque communauté ethnique un quartier réservé : Pacinan pour les Chinois, Pakojan pour les Khoja (Indiens musulmans), Kebalen pour les Balinais etc. Avec le développement d’une économie moderne au XIXe siècle, cet apartheid géographique produit une segmentation ethnique des rôles économiques. La grande majorité des indigènes vit à la campagne. Les Chinois vivent dans les villes et sont artisans et commerçants. Les Européens, peu nombreux, tiennent l’administration et les grandes entreprises. Une des composantes du mouvement nationaliste, le Sarekat Islam, est créée par des marchands de batik javanais qui veulent s'unir contre la concurrence des Chinois.
L'administration coloniale néerlandaise interdit aux Chinois d'intervenir dans la vie politique ou de rejoindre l'armée.

## L'époque moderne
Pour les Indonésiens, la proclamation de l'indépendance de l'Indonésie par Soekarno et Hatta le 17 août 1945 constitue l'acte de naissance de la nation indonésienne. Des 79 membres du Badan Penyelidik Usaha Persiapan Kemerdekaan Indonesia ou BPUPKI ("agence d'étude pour les préparatifs de l'indépendance") et du Panitia Persiapan Kemerdekaan Indonesia ou PPKI ("comité préparatoire de l'indépendance de l'Indonésie"), cinq sont Chinois :
1. Liem Koen Hian
2. Oey Tiang Tjoei
3. Oey Tiong Houw
4. Tan Eng Hoa
5. Jap Tjwan Bing.

On considère que les membres du BPUPKI et du PPKI sont les « pères fondateurs » de la nation. Des Chinois figurent donc parmi ceux-ci.
Mais l’Indonésie indépendante hérite de la division ethnique du travail apparue à l'époque coloniale. La ferveur nationaliste exacerbe un sentiment de jalousie envers les Chinois, qui tiennent la petite économie moderne alors que la grande est restée aux mains des Européens. Le gouvernement indonésien finit par expulser les Hollandais en 1957. L'écrivain Pramoedya Ananta Toer, qui passe quelque temps en Chine, se prend de sympathie pour les Chinois d'Indonésie et dénonce les persécutions qu'ils subissent en Indonésie. Il publie une série de lettres adressée à un correspondant chinois imaginaire sous le titre de Hoakiau di Indonesia ("Les Chinois d'Outre-Mer en Indonésie"). Cela lui vaudra d'être emprisonné pendant 9 mois par l'armée.
La répression anti-communiste de 1965-1966 frappe les Chinois parce que beaucoup d'entre eux, citoyens de la République populaire, sont considérés comme communistes. Le nouveau régime de Soeharto met en place une politique sciemment anti-chinoise.

### La politique deSoeharto
Souhaitant le développement d'un secteur privé national, et tirant les leçons de l'échec du programme "Banteng" qui, dans les années 1950, avait été lancé par le gouvernement pour tenter de créer une classe d'entrepreneurs « indigènes », le régime de Soeharto favorise la montée d'hommes d'affaires d'origine chinoise.
Cette politique finit par susciter un fort ressentiment anti-chinois et crée une cible de choix. Les Chinois vont être souvent victimes de violences lorsque éclatent des mouvements de protestations aux motifs économiques. Celles-ci culmineront avec les émeutes de Jakarta de mai 1998, dont on a démontré qu'elles avaient été provoquées par des groupes organisés et entraînés.

### Le nouveau contexte
Le président Abdurrahman Wahid inaugure une ère nouvelle. Issu d'une famille de religieux musulmans, il invoque ses ancêtres chinois. La tradition javanaise veut en effet que les légendaires Wali Sanga, les neuf saints propagateurs de l'islam à Java, soient chinois. Il nomme un Chinois, Kwik Kian Gie, ministre des finances.
Le 11 juillet 2006, le DPR (assemblée nationale) adopte une nouvelle loi qui, entre autres, supprime les éléments résiduels de la discrimination envers des Indonésiens d’origine chinoise, qui sont désormais qualifiés de pribumi (« indigènes »). Les Chinois ont retrouvé leur place dans la communauté indonésienne.
À l'heure actuelle, on observe divers mouvements exprimant une volonté de présenter sous un nouveau jour le rôle des Chinois d'Indonésie dans l'histoire du pays. En particulier, une association de Chinois musulmans de Surabaya a construit la mosquée Cheng Hoo, c'est-à-dire Zheng He, le grand amiral chinois musulman qui est venu plusieurs fois à Java durant ses voyages de 1405 à 1433.

## Personnalités
Contrairement à la plupart des autres Indonésiens, les Chinois ont en principe un "nom de famille", qui est soit le nom de clan lorsqu'ils ont gardé leur nom chinois, auquel cas, il s'agit du premier nom, soit un nom "indonésien" qui remplace celui-ci, auquel cas c'est le dernier nom (toutefois, les intéressés peuvent ne pas faire usage de leur nom de famille) :
- Agnes Monica, artiste
- Antonius Subianto Bunyamin, évêque de Bandung
- Chris John, sportif
- Rudy Hartono, joueur de badminton
- Zack Lee, acteur
- Liem Sioe Liong, homme d'affaires fondateur du Groupe Salim
- Mari Pangestu, ministre du Tourisme et de l'Économie créative
- Basuki Tjahaja Purnama, gouverneur de Jakarta
- Vincentius Sutikno Wisaksono, évêque de Surabaya
- Joseph Theodorus Suwatan, évêque de Manado
- Silvester Tung Kiem San, évêque de Denpasar
- Angelique Widjaja, sportif